# Ludwig von Stockert
Ludwig Arthur Leopold Stockert, von 1874 bis 1919 Ritter von Stockert (* 7. Februar 1853 in Freistadt, Österreichisch-Schlesien; † 30. Juli 1929 in Montevideo, Uruguay), war ein österreichischer Eisenbahn-Ingenieur.

## Leben
Ludwig von Stockert war der Sohn des 1874 im Ritterstand geadelten Ingenieurs und Zentralinspektors der Kaiser-Ferdinand-Nordbahn Franz Emanuel Andreas Ritter von Stockert und dessen Ehefrau Leopoldine geb. Schimak. Er absolvierte 1871 das Akademische Gymnasium in Wien. Anschließend war er bis 1876 Student an der Technischen Hochschule Wien und belegte danach noch physikalische, mathematische und philosophische Vorlesungen an der Universität Wien.
Als Ingenieur, später Zugförderungsinspektor arbeitete er bei der Kaiser Ferdinands-Nordbahn, wo er beteiligt war an der Entwicklung einer Friktionsbremse und einer Sicherheitskupplung. In dieser Zeit arbeitete er auch als Berater des Vereines Deutscher Eisenbahnverwaltungen. Er unternahm Studienreisen nach Deutschland, Belgien und England.
Nach seiner Zeit als Eisenbahningenieur wurde er 1901 Privatdozent für Eisenbahnmaschinenwesen und Eisenbahnbetrieb der Technischen Hochschule Wien. Seine weitere universitäre Laufbahn führte 1903 vom Honorardozent für Eisenbahnbetriebsmittel über eine außerordentliche Professur (1906) bis zur ordentlichen Professur für Eisenbahnmaschinenbau 1919. Mit dem Adelsaufhebungsgesetz von 1919 verlor er den Adelstitel „Ritter von“. 1923 ging er in den Ruhestand und wurde zum Hofrat ernannt.
Ab 1926 lebte er in Montevideo.

## Werke
- Der Lokomotivbau in den Vereinigten Staaten von Amerika zur Zeit der Ausst. von St. Louis 1904, 1905.
- Ludwig von Stockert: Bau und Einrichtung der Lokomotive: kurzgefasstes Handbuch. Graeser, Wien 1907.
- Ludwig von Stockert: Handbuch des Eisenbahnmaschinenwesens. Band 1–3. Springer, Berlin 1908, S. 433.
- Ludwig Ritter von Stockert: Eisenbahnunfälle. Ein Beitrag zur Eisenbahnbetriebslehre. Band 1+2. Engelmann, Leipzig 1913.
- Ludwig von Stockert: Eisenbahnunfälle (Neue Folge). Ein weiterer Beitrag zur Eisenbahn Betriebslehre. Band 1–2. Urban, Wien 1920.
- Mitarb. an: Victor von Röll: Encyklopädie des gesamten Eisenbahnwesens. 7 Bde., 1890–95, 2. Aufl. 1912–23.